# بام بوندي
باميلا جو بوندي (بالإنجليزية: Pamela Jo Bondi) (ولدت في يوم 17 نوفمبر 1965 في مدينة تامبا في فلوريدا) هي سياسية ومحامية أمريكية من الحزب الجمهوري. أكملت دراسة القانون في جامعة فلوريدا. انتخبت في سنة 2010 لتشغل منصب المدعي العام في فلوريدا من 2011 إلى 2019، لمرتين وهي أول امرأة تُنتخب لهذا المنصب بعد أن هزمت الديمقراطي دان غيلبر عام 2010 . وخلفتها أشلي مود في منصبها سنة 2019. في عام 2020، كانت بوندي واحدة من محامي الدفاع عن الرئيس دونالد ترامب خلال أول محاكمة لعزله. وبحلول عام 2024، ترأست الذراع القانوني لمعهد سياسة أمريكا أولاً ، المتحالف مع ترامب. في 21 نوفمبر 2024، أعلن الرئيس المنتخب ترامب عن ترشيحها لمنصب المدعي العام للولايات المتحدة (وزيرة العدل) بعد انسحاب المرشح السابق مات غيتز . 

## الحياة المبكرة والتعليم
مسقط رأس بوندي هي تمبل تراس، فلوريدا. كان والدها، جوزيف بوندي، عضوًا في مجلس المدينة ثم عمدة تمبل تراس. تخرجت من مدرسة سي ليون كينغ الثانوية في تامبا.
حصلت بوندي على بكالوريوس في الآداب مع تخصص في العدالة الجنائية من جامعة فلوريدا عام 1987، ودكتوراه في القانون من كلية الحقوق بجامعة ستيتسون عام 1990. وكانت عضوة في نادي دلتا دلتا دلتا النسائي عندما كانت طالبة جامعية. انضمت بوندي إلى نقابة المحامين في فلوريدا في 24 يونيو 1991.

## بداية حياتها المهنية
عملت بوندي مدعية عامة ومتحدثة رسمية في مقاطعة هيلزبره بولاية فلوريدا، حيث كانت مساعدة المدعي العام للولاية. استقالت بوندي من هذا المنصب لتسعى لتولي منصب المدعي العام في فلوريدا. ظهرت كضيفة في برنامج "سكاربورو كونتري" مع جو سكاربورو والعديد من البرامج الإخبارية الأخرى على قناة MSNBC وعملت في قناة فوكس نيوز كضيفة مضيفة.
حاكمت بوندي لاعب دوري البيسبول السابق دوايت غودن في عام 2006 لانتهاكه شروط إطلاق سراحه المشروط وتعاطي المخدرات. وفي عام 2007، حاكمت بوندي أيضًا المتهمين في وفاة مارتن أندرسون.

## المدعي العام لفلوريدا

### الانتخابات
ترشّحت بوندي لمنصب المدعي العام في فلوريدا في انتخابات 2010، حيث واجهت ممثلة الولاية السابقة هولي بنسون ونائب حاكم الولاية السابق جيف كوتكامب في الانتخابات التمهيدية للحزب الجمهوري. في مجال تنافسي، حصلت بوندي بشكل ملحوظ على دعم حاكمة ألاسكا السابقة سارة بالين. وقد أرجعت صحيفة بالم بيتش بوست الفضل في زيادة دعمها في الانتخابات التمهيدية إلى شغفها الإعلامي، بما في ذلك ظهورها المنتظم على قناة فوكس نيوز وارتباطها العلني بشان هانيتي.
وقد أظهر استطلاع للرأي أجرته شركة ماسون ديكسون في أغسطس 2010 أنها تتقدم على كل من بنسون وكوتكامب في الانتخابات التمهيدية. وفازت في النهاية في الانتخابات التمهيدية بنسبة 37.89% من الأصوات. في الانتخابات العامة، واجهت في الانتخابات العامة المرشح الديمقراطي دان غيلبر، وهو مدعٍ عام سابق قضى 10 سنوات في المجلس التشريعي للولاية. وفي النهاية هزمت غيلبر بشكل مريح لتصبح أول مدعية عامة للولاية.
أُعيد انتخاب بوندي في نوفمبر 2014، حيث حصلت على 55% من الأصوات. وحصل منافسها الديمقراطي جورج شيلدون، المفوض السابق لإدارة الأطفال والعائلات، على 42% من الأصوات.

### فترة الولاية
كانت بوندي المدعي العام الرئيسي في دعوى قضائية غير ناجحة تسعى إلى إلغاء قانون حماية المريض والرعاية الصحية  بأسعار معقولة (المعروف باسم أوباماكير) في قضية فلوريدا وآخرون ضد وزارة الصحة والخدمات الإنسانية الأمريكية. في هذه الدعوى القضائية، جادلت ولاية فلوريدا و26 ولاية أخرى بأن بند التفويض الفردي في قانون ACA ينتهك دستور الولايات المتحدة.
في عام 2016، ألقت بوندي خطابًا في المؤتمر الوطني للحزب الجمهوري، قادت خلاله هتافات "اسجنوها" الموجهة إلى المرشحة الديمقراطية هيلاري كلينتون.
في عام 2018، انضمت بوندي إلى 19 ولاية أخرى يقودها الجمهوريون في دعوى قضائية لإلغاء الحظر الذي يفرضه قانون ACA على شركات التأمين الصحي التي تفرض على الأشخاص الذين يعانون من ظروف موجودة مسبقًا أقساطًا أعلى أو تحرمهم من التغطية بشكل مباشر.
دافعت بوندي عن التعديل رقم 2، وهو تعديل عام 2008 لدستور فلوريدا الذي يحظر زواج المثليين، ضد الطعون القانونية نيابة عن الولاية. وادعت بوندي أن هذه الإجراءات لم تعكس آرائها حول زواج المثليين، بل كانت بدافع احترام الدستور. بعد حادث إطلاق النار في ملهى ليلي في أورلاندو  في يونيو 2016، أجرى مراسل شبكة سي إن إن أندرسون كوبر مقابلة مع بوندي قال فيها إن تعبير بوندي عن دعمها لمجتمع المثليين يتعارض مع سجلها السابق. وقال كوبر إن بوندي "إما أنها مخطئة أو أنها لا تقول الحقيقة"، بينما اتهمت بوندي كوبر بإثارة "الغضب والكراهية".
في آب/أغسطس 2018، بينما كانت ما تزال تشغل منصب المدعي العام في فلوريدا، شاركت بوندي في استضافة برنامج The Five على قناة فوكس نيوز لثلاثة أيام متتالية بينما ظهرت أيضًا في برنامج شان هانيتي على قناة فوكس نيوز. ادعت فوكس نيوز أن لجنة فلوريدا للأخلاقيات قد وافقت على ظهور بوندي في البرنامج، إلا أن المتحدثة باسم اللجنة نفت ذلك، وقالت لصحيفة تامبا باي تايمز إنه لم يتم اتخاذ أي قرار من قبل اللجنة وأن المستشار العام للجنة لم يتخذ قرارًا بشأن ما إذا كان ظهور بوندي كمضيف ينتهك قانون الأخلاقيات في فلوريدا أم لا. ووصفت صحيفة تامبا باي تايمز الأمر بأنه "غير مسبوق" أن يستضيف مسؤول منتخب في منصبه برنامجًا تلفزيونيًا.

### الخلافات المتعلقة بجمع التبرعات
ابتداءً من عام 2010، أثار ارتباط بوندي بالسينتولوجيا وجمع التبرعات المتعددة التي نظمها أثرياء الساينتولوجيين لحملات بوندي السياسية جدلاً. وقد بررت بوندي تلك الاتصالات وخطاباتها أمام كبار السيونتولوجيين بأن المجموعة ترغب في مساعدتها في القضاء على الاتجار بالبشر.
في عام 2011، ضغطت بوندي أيضًا على اثنين من المحامين للاستقالة كانا يحققان في شركة خدمات معالجة المقرض، وهي شركة خدمات مالية تُعرف الآن باسم بلاك نايت، في أعقاب فضيحة التوقيع الآلي، كجزء من عملهما في قسم الجرائم الاقتصادية في فلوريدا. بعد الاستقالات، تلقت بوندي مساهمات في حملتها الانتخابية من شركة خدمات معالجة المقرض، على الرغم من أنها نفت أي مقايضة.
في عام 2013، أقنعت بوندي الحاكم ريك سكوت بتأجيل إعدام كان من المقرر أن يتم تنفيذه لأنه تعارض مع حدث لجمع التبرعات. وبعد أن أثيرت تساؤلات في وسائل الإعلام، اعتذرت بوندي عن تأجيل موعد الإعدام.

### تبرع ترامب للجنة العمل السياسي لبوندي
في عام 2013، تلقت بوندي أيضًا انتقادات بعد تبرع دونالد ترامب لحملتها الانتخابية. وقبل هذا التبرع، تلقت بوندي ما لا يقل عن 22 شكوى احتيال بشأن جامعة ترامب. وقد أعلن متحدث باسم بوندي أن مكتبها يدرس الانضمام إلى دعوى قضائية أقامها إريك شنايدرمان المدعي العام لنيويورك بشأن اتهامات محتملة بالاحتيال الضريبي ضد ترامب. وبعد مرور أربعة أيام، تلقت لجنة العمل السياسي التي أنشأتها بوندي لدعم إعادة انتخابها، وهي لجنة العمل السياسي التي أنشأتها بوندي لدعم إعادة انتخابها، وهي لجنة العدالة للجميع، تبرعًا بقيمة 25,000 دولار من مؤسسة دونالد جيه ترامب. ورفضت بوندي بعد ذلك الانضمام إلى الدعوى القضائية ضد جامعة ترامب. ودافع كل من بوندي وترامب عن ملاءمة التبرع.
في عام 2016، بعد أن قدمت منظمة مواطنون من أجل المسؤولية والأخلاقيات في واشنطن (CREW) شكوى إلى دائرة الإيرادات الداخلية بشأن التبرع، ذكرت مؤسسة ترامب أن التبرع تم عن طريق الخطأ، حيث كان من المفترض أن يذهب التبرع إلى منظمة بوندي غير الربحية غير المرتبطة بكنساس والتي لا تهدف إلى الربح في كانساس. في يونيو 2016، بينما كانت بوندي تواجه انتقادات متجددة بشأن هذه القضية، قال المتحدث باسمها أن بوندي طلبت التبرع مباشرة من ترامب قبل عدة أسابيع من إعلان مكتبها أنه يفكر في الانضمام إلى الدعوى القضائية. في 14 مارس 2016، أيدت بوندي ترامب في الانتخابات الرئاسية التمهيدية للحزب الجمهوري في فلوريدا لعام 2016، قائلةً إنها كانت صديقة له لسنوات عديدة. وفي يونيو 2016، ذكر متحدث باسم حاكم الولاية ريك سكوت أن لجنة الأخلاقيات في الولاية كانت تنظر في الأمر.
في سبتمبر 2016، قررت مصلحة الضرائب الأمريكية أن التبرع إلى لجنة العمل السياسي الخاصة ببوندي ينتهك القوانين التي تحظر التبرعات السياسية من المنظمات غير الربحية، وأمرت ترامب بدفع غرامة عن هذه المساهمة. كما طُلب من ترامب أيضًا تعويض المؤسسة عن المبلغ الذي تم التبرع به إلى بوندي. لم يتم تغريم بوندي أو لجنة العمل السياسي الخاصة بها أو توجيه تهم جنائية لها. في نوفمبر 2019، أمرت محكمة في ولاية نيويورك ترامب بإغلاق المؤسسة ودفع مليوني دولار كتعويض عن إساءة استخدامها، بما في ذلك التبرع غير القانوني لبوندي.
في عام 2021، ذكرت صحيفة The Daily Beast أنها حصلت على سجلات تتعلق بتبرع ترامب غير القانوني إلى بوندي، والتي تُظهر أن منظمة ترامب كانت على علم بأن الأموال كانت تُمنح إلى لجنة العمل السياسي في فلوريدا بدلاً من مؤسسة غير ربحية في كانساس. وتتضمن السجلات رسالة بريد إلكتروني في أغسطس 2013 من مديرة تمويل حملة بوندي ديبورا رامزي ألكسندر إلى مساعدة ترامب التنفيذية، رونا غراف، تعرّف فيها لجنة العمل السياسي كمنظمة اتصالات انتخابية وتشكر غراف على لقائها بها وعلى التبرع الموعود بمبلغ 25,000 دولار. ووصف متحدث باسم منظمة CREW هذه الوثائق بأنها "دليل دامغ" يشير إلى صحة هذه الادعاءات.

## العودة إلى العمل الخاص
في عام 2019، بعد انتهاء فترة ولايتها الأخيرة كمدعية عامة في فلوريدا، تم تعيين بوندي من قبل شركة بالارد بارتنرز، وهي شركة لها علاقات وثيقة مع ترامب، وبدأت العمل كوكيل أجنبي مسجل لدى حكومة قطر. وفي نوفمبر 2019، تم تعيينها من قبل إدارة ترامب الأولى لمساعدة البيت الأبيض خلال إجراءات عزل ترامب الأولى، حيث تم منحها وضع موظف حكومي خاص، مما سمح لبوندي بالعمل في نفس الوقت لصالح الحكومة وكعضو في جماعات الضغط لصالح اللوبي العربي. وقد وُصف منصبها في الشهر التالي بأنه "مهاجمة عملية" التحقيق في إجراءات العزل. في 17 يناير 2020، تم تعيين بوندي كجزء من فريق الدفاع عن ترامب في محاكمة العزل في مجلس الشيوخ.
وخلال سير محاكمة العزل، قدمت بوندي مزاعم بأن نائب الرئيس السابق جو بايدن وابنه هانتر متورطان في الفساد في أوكرانيا، وذلك بسبب منصب نائب الرئيس السابق جو بايدن الأصغر سنًا في مجلس إدارة شركة بوريزما القابضة. كما تم الكشف أيضًا عن أن ليف بارناس، وهو رجل أعمال تربطه علاقات وثيقة برودي جولياني وأوكرانيا، عقد عدة اجتماعات مع بوندي في عام 2018 أثناء توليها منصب المدعي العام في فلوريدا، وبعد أن غادرت منصبها في عام 2019. في عام 2019، تم القبض على بارناس واتهامه بتحويل أموال أجنبية من الأوكرانيين والروس بشكل غير قانوني إلى السياسيين الجمهوريين، خاصة في فلوريدا، حيث كان يعيش.
وتحدثت بوندي دعماً لترامب في المؤتمر الوطني الجمهوري لعام 2020. بينما كان يجري فرز الأصوات في الانتخابات الرئاسية الأمريكية لعام 2020، دعمت بوندي ادعاءات ترامب بوجود تزوير واسع النطاق في الانتخابات في جورجيا وبنسلفانيا وويسكونسن.
في ظهور لها على قناة فوكس نيوز في 5 نوفمبر 2020، تحدى مقدم البرنامج ستيف دوسي بوندي أن تقدم أدلة على مزاعمها بشأن التزوير، وهو ما رفضته. زعمت بوندي لاحقًا أن ترامب قد فاز بولاية بنسلفانيا، على الرغم من أن الأصوات هناك لا تزال قيد الفرز، حيث فاز منافسه جو بايدن في نهاية المطاف بالولاية.
خلال الدورة التالية من الانتخابات الرئاسية، عيّن ترامب بوندي في مجلس أمناء مركز جون كينيدي للفنون المسرحية. ووصفت صحيفة بالم بيتش بوست التعيين بأنه مكافأة لها على ولائها لترامب.
وبحلول عام 2024، قادت بوندي الذراع القانوني لمعهد سياسة أمريكا أولًا الموالي لترامب، وهي منظمة غير ربحية خططت لسياسات رئاسة ترامب الثانية المحتملة. وعملت على رفع دعاوى قضائية للتصويت في الولايات التي تشهد معارك انتخابية تتعلق بالانتخابات الرئاسية لعام 2024.

## ترشيحها لمنصب المدعي العام الأمريكي
في 21 نوفمبر 2024، أعلن الرئيس المنتخب ترامب عن ترشيحها لمنصب المدعي العام للولايات المتحدة، بعد انسحاب مات غيتز من هذا المنصب.

## الحياة الشخصية
تنحدر بوندي من أصل إيطالي، وتعود أصولها إلى كامبانية بإيطاليا. تزوجت من غاريت بارنز عام 1990، وانفصل الزوجان بعد 22 شهرًا من الزواج. وفي عام 1996، تزوجت بوندي من سكوت فيتزجيرالد، وانفصلا في عام 2002. وكانت مخطوبة لجريج هندرسون في عام 2012.